# Emilio Bravo
Emilio Bravo Romero  (Sevilla, 29 de julio de 1827-Sevilla, 24 de enero de 1893) fue un marino, jurista y político español.  

## Biografía
Tras su ingreso en la carrera judicial, ejerció como juez y magistrado y se convirtió en miembro del Tribunal Supremo. Ocupó la presidencia de este tribunal entre los años 1892 y 1893. 
Accedió a la carrera judicial ejerciendo como oficial auxiliar del Ministerio de Gracia y Justicia (1854-1855); juez de primera instancia en Orihuela (1855); de los distritos de Santo Domingo en la ciudad de Málaga (1861) y de Buenavista en la ciudad de Madrid (1863); presidente de la sala segunda de la Audiencia de La Habana (1865-1866); magistrado (1869), presidente de sala (1872) y presidente en la Audiencia de Madrid (1874).
En 1874 se convirtió en miembro del Tribunal Supremo llegando a presidente de sala en 1880. El 20 de julio de 1892 ocupó de forma interina la presidencia del alto tribunal y pocos días después, el 29 julio, fue nombrado presidente. Se mantuvo en el cargo hasta su muerte que se produjo en su Sevilla natal pocos meses después.
Emilio Bravo Romero también fue auditor de la Armada y participó en la Comisión Codificadora. Fue senador por la provincia de Zamora, senador vitalicio y vicepresidente de la cámara.
Le fue concedida la gran cruz de la Orden del Mérito Naval, la gran cruz de la Orden de Isabel la Católica y la gran cruz de la Orden de Carlos III, aunque también posee otras condecoraciones extranjeras.